# Alfred Maria Oburu Asue
Alfred Maria Oburu Asue CMF (ur. 13 kwietnia 1947 w Evinayong, zm. 27 sierpnia 2006) – gwinejski duchowny rzymskokatolicki, klaretyn, biskup Ebebiyin.

## Życiorys
22 marca 1981 otrzymał święcenia prezbiteriatu i został kapłanem Zgromadzenia Misjonarzy Synów Niepokalanego Serca Błogosławionej Maryi Dziewicy. Pełnił funkcje przełożonego placówek zakonnych w Kamerunie i Gabonie. Był także superiorem prowincji zakonnej w Gabonie.
8 marca 2003 papież Jan Paweł II mianował go biskupem Ebebiyin. 11 maja 2003 przyjął sakrę biskupią z rąk nuncjusza apostolskiego w Kamerunie (z akredytacją również w Gwinei Równikowej) abpa Félixa del Blanco Prieto. Współkonsekratorami byli arcybiskup Malabo Ildefonso Obama Obono oraz arcybiskup Libreville Basile Mvé Engone SDB.